# Karl Aubert
Karl Aubert   (Christiania, 19 d'agost de 1924 - Oslo, 21 d'octubre de 1990) va ser un matemàtic noruec, germà del sociòleg Vilhelm Aubert.

## Vida i obra
Aubert va estudiar a les universitats d'Oslo, en la qual es va graduar el 1951, i de París, en la qual es va doctorar el 1957. Després de ser assistent de recerca a l'Institut d'Estudis Avançats de Princeton durant dos cursos, va ser nomenat professor de la universitat d'Oslo, en la qual va romandre fins al 1990, quan va ser nomenat vocal del Consell Nacional de Recerca de Noruega.
El seu principal camp de recerca va ser l'àlgebra i les seves relacions amb altres àmbits de les matemàtiques. Va ser molt coneguda la seva polèmica amb l'economista Herbert Simon sobre el grau d'adequació de les matemàtiques utilitzades pels economistes en els seus models. A finals dels anys 1980's també va ser un promotor de l'accés de les dones a càrrecs administratius i docents de la universitat.